# Leptanthura chiltoni
Leptanthura chiltoni là một loài chân đều trong họ Leptanthuridae. Loài này được Beddard miêu tả khoa học năm 1886.